# آکوتان (آلاسکا)
آکوتان (به انگلیسی: Akutan) شهری در بخش الوتینس شرقی ایالت آلاسکا است که جمعیت آن در سرشماری سال ۲۰۰۰ میلادی ۷۱۳ نفر بوده‌است.